# HD 37974
HD 37974 eller R 126 är en ensam stjärna belägen i den södra delen av stjärnbilden Svärdfisken och är en variabel B[e]-hyperjätte i Stora magellanska molnet. Den är omgiven av en oväntad stoftskiva. Den har en skenbar magnitud av ca 10,95 och kräver teleskop för att kunna observeras. Den rör sig bort från solen med en heliocentrisk radialhastighet på ca 258 km/s.

## Egenskaper
HD 37974 är en blå till vit hyperjättestjärna av spektralklass B0.5 Ia+. Den beräknas ha en massa som är ca 70 solmassor och har ca 1 400 000 gånger solens utstrålning av energi från dess fotosfär vid en effektiv temperatur av ca 22 500 K. Den har utvecklats bort från huvudserien och är så ljusstark och massiv att den förlorar material genom dess stjärnvind över en miljard gånger snabbare än solen. Den kan förlora mer material än en solmassa på ca 25 000 år.I
HD 37974 är en massiv ljusstark stjärna med flera ovanliga egenskaper. Det uppvisar B[e]-fenomenet där förbjudna emissionslinjer förekommer i spektrumet på grund av utökat omkretsande material. Dess spektrum visar också normala (tillåtna) emissionslinjer som bildas i tätare material närmare stjärnan, vilket tyder på en stjärnvind. Spektret visar linjer för silikat och polycykliska aromatiska kolväten (PAH), särdrag som tyder på en omgivande stoftskiva.

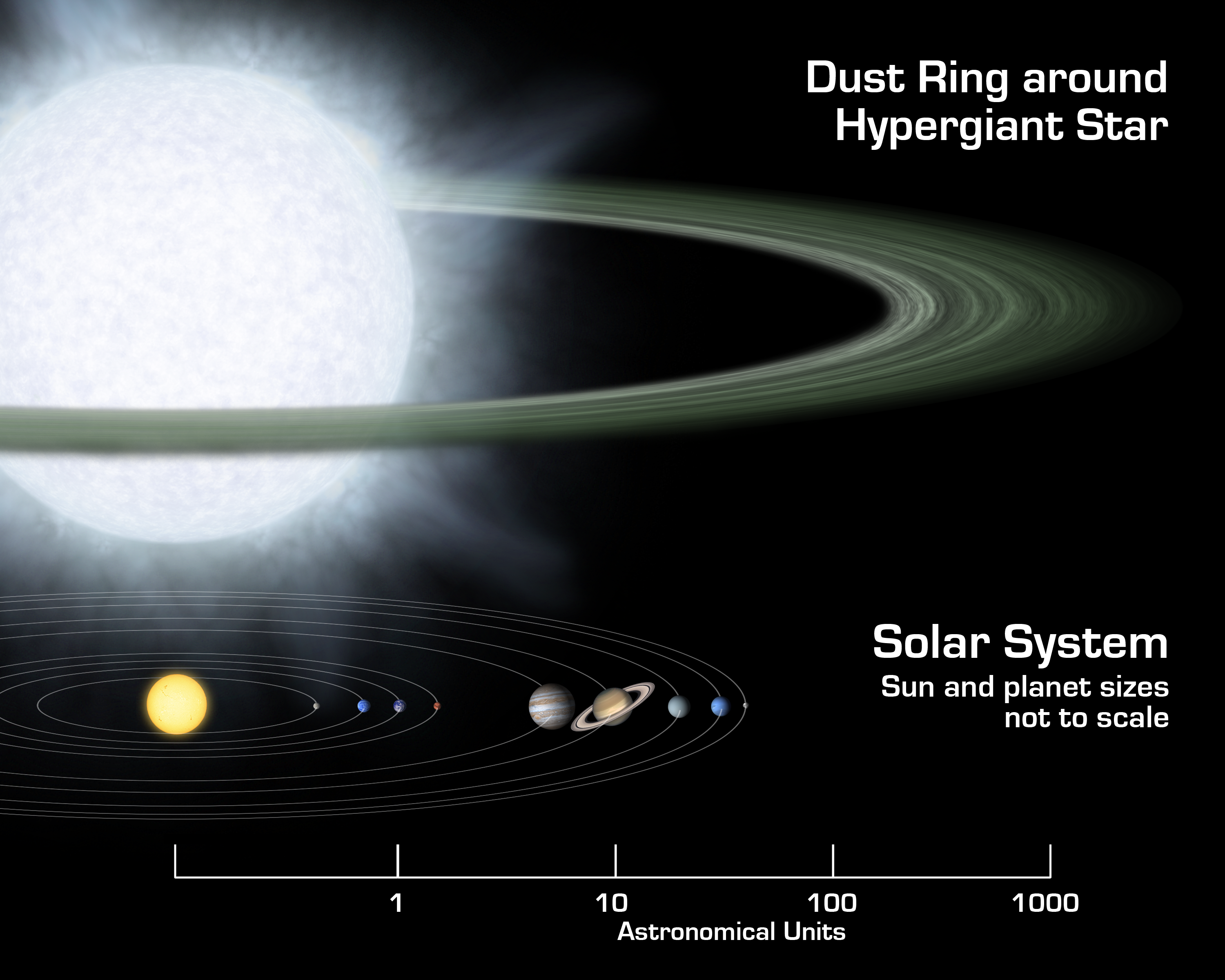
Konstnärsidé av stjärnor, sol och planeter som inte är skalenliga.

## Stoftskiva
Stoftskivan kring HD 37974 är överraskande eftersom stjärnor så massiva ansågs vara ofördelaktiga för planetbildning på grund av kraftiga stjärnvindar, som gör det svårt för stoftpartiklar att kondensera. Den närliggande hyperjätten HD 268835 visar liknande egenskaper och har sannolikt också en stoftskiva, så HD 37974  är inte unik. Skivan sträcker sig utåt ca 60 gånger storleken hos Plutos bana runt solen, och innehåller förmodligen lika mycket material som hela Kuiperbältet. Det är oklart om en sådan skiva representerar de första eller sista stadierna av en planetbildande process.

## Variabilitet
Magnituden hos HD 37974 varierar på ett oförutsägbart sätt med ca 0,6 magnitud över tidsskalor på tiotals till hundratals dygn. De snabbare variationerna är karakteristiska för Alfa Cygni-variabler, oregelbundna pulserande superjättar. De långsammare variationerna åtföljs av förändringar i stjärnans färg, där den är rödare när den är visuellt ljusare, typisk för S Doradus-faserna hos ljusstarka blå variabler.